# Чарльз Барклі
Чарльз Уейд Барклі (англ. Charles Wade Barkley; нар. 20 лютого 1963, Лідс, штат Алабама) — знаменитий американський професійний баскетболіст. Попри не дуже видатні габарити (198 см і 114 кг), був одним з найпотужніших важких форвардів. Отримав прізвисько «Сер Чарльз».
Гравець клубу НБА «Філадельфія-76» (1984—1992), «Фінікс Санз» (1992—1996), «Г'юстон Рокетс» (1996—2001), 2-разовий олімпійський чемпіон (1992, 1996), MVP сезону 1991, 1993 року став найціннішим гравцем НБА, 10 разів потрапляв до символічних збірних за підсумками сезону (1988—1991, 1993 — перша команда, 1986, 1987, 1992, 1994, 1995), 11-разовий учасник матчу «Всіх зірок».
1996 року в рамках ювілею НБА потрапив до числа 50 найкращих гравців за всю історію асоціації. 2006 його було обрано до Баскетбольного Залу слави імені Нейсміта (Спрінгфілд, Массачусетс).
Барклі залишався популярним впродовж тривалого періоду часу. Так, він протягом 13 сезонів потрапляв до збірної НБА, яку обирали фанати та громадські діячі (англ. NBA's All-Interview Team).
Зіграв самого себе в комедії «Космічний джем» разом з Майклом Джорданом та декількома іншими баскетболістами НБА.
Низькорослий як для важкого форварда, Барклі використовував свою силу і агресивність для того, щоб домінувати під щитом та стати одним з найкращих гравців за підбираннями в НБА. Різнобічний та креативний гравець міг впевнено зіграти як в атаці, так і в захисті, набирав велику кількість очок. 2000 року завершив кар'єру, ставши четвертим в історії НБА гравцем, який набрав більш ніж 20000 очок, зробив більш ніж 10000 підбирань і 4000 результативних передач.
Після завершення кар'єри гравця Барклі став спортивним коментатором та аналітиком ігор НБА на американському каналі TNT. Крім того, Барклі видав кілька книг і проявляє інтерес до публічної політики — в жовтні 2008 року він заявив, що балотуватиметься на пост губернатора від штату Алабама 2014 року, проте потім змінив думку та припинив виборчу кампанію 2010.

## Дитячі та юнацькі роки
Чарльз Барклі народився і виріс у муніципалітеті Лідс (Алабама, США), в 16-и кілометрах від Бірмінгема. Тут само закінчив середню школу. Бувши юніором зі178 сантиметровим ростом, він важив 99,8 кг. Він не потрапив до команди школи, був резервістом. Однак, впродовж одного літа він виріс до 193 см і отримав можливість виступати у стартовому складі. У середньому він набирав за гру 19,1 очок і робив 17,9 підбирань. У підсумку, його команда поставила рекорд штату, перемігши з рахунком 26-3 в півфіналі. Попри певний прогрес, до Барклі не виявляли інтересу скаути коледжів аж до етапу півфіналів першості штату, де він набрав 26 очок, випередивши самого результативного гравця Алабами Боббі Лі Харта. Помічник головного тренера Університету Оберна Сонні Сміт так відгукувався про Чарльза Барклі: «Товстий хлопець… який може носитися як вітер». Незабаром Барклі потрапив до команди Сміта — Університет Оберна та почав вивчати менеджмент.

## Коледж
Чарльз Барклі впродовж трьох років грав у складі баскетбольної команди Університету «Оберн Тайгерс». Він очолював NCAA за кількістю підборів протягом кожного року. Під час його навчання в коледжі він частенько змушений був грати на позиції центрового, попри те, що був недостатньо високим як для цієї позиції. Барклі двічі потрапляв до другої (1982—1983, 1983—1984) і один раз до третьої збірної «всіх зірок». 1984 року Барклі отримав титул гравця року. 1983 Чарльз Барклі вперше представляв свою країну на міжнародних університетських іграх, разом з командою він став бронзовим призером ігор.
За три роки виступів за коледж, Чарльз мав такі середньостатистичні показники: 13,6 очок за гру, 9,3 підбирань, 1,6 результативних передач, 1,7 блокшотів. Результативність виконуваних ним кидків з гри склала 62,6 %. 1984 року його результативність у чемпіонаті NCAA склала 23 очка в середньому за гру, 17 підбирань, 4 результативних передач, 2 перехоплення, 2 блок-шоти при відсотку влучень 80 % з гри.

## Кар'єра в НБА

### Філадельфія Севенті Сіксерс
Барклі покинув Оберн та отримав можливість потрапити до драфту НБА 1984 року. Він отримав п'ятий номер і в першому раунді його вибрала Філадельфія-76, він стояв у двох слотах від Майкла Джордана, якого вибрали «Чикаго Буллз». У підсумку Барклі потрапив до команди ветеранів, до якої входили Джуліус Ірвінг, Мозес Мелоун та Моріс Чікс, гравці, які привели «Філадельфію» до титулу чемпіонів НБА 1982/83 року. Під керівництвом Мелоуна Барклі тренувався розподіляти вагу тіла, а також готувався до ігор. У регулярному чемпіонаті в середньому за гру він набирав 14,0 очок і робив 8,6 підбирань і за підсумками сезону 1984/85 років потрапив до списку найкращих новачків НБА. За підсумками сезону «Філадельфія-76» потрапила до Фіналу Східної Конференції, однак там в п'яти іграх програла команді «Бостон Селтікс». Новобранець команди Барклі набирав тут у середньому за гру 14,9 очок і робив 11,1 підбирань.
У своєму другому сезоні в НБА (1985/86 років) Чарльз Барклі став одним з найкращих гравців команди, роблячи найбільше підбирань та посідав друге місце за результативністю, набираючи в середньому за гру 20,0 очок і роблячи 12,8 підбирань. У «Філадельфії» Барклі став виходити як основний форвард у стартовому складі. У результаті, він допоміг команді потрапити до Плей-офф 1986 року, де набирав у середньому за гру 25,0 очок з точністю попадань.578 з гри, а також робив у середньому 15,8 підбирань. Попри його зусилля, «Філадельфія» програла 4-3 «Мілвокі Бакс» у півфіналі Східної Конференції. Барклі потрапив до складу другої команди всіх зірок НБА.

### Фінікс Санз
Після обміну з «Філадельфії-76» саме при Барклі настала «золота ера» «Фінікса» — в першій половині 90-х років ця команда міцно увійшла до числа претендентів на титул чемпіонів НБА. У сезоні 1992/93 років Барклі був визнаний MVP регулярного сезону, обійшовши в голосуванні уболівальників самого Майкла Джордана. Команда, в якій грали разом з ним розігрувальний Кевін Джонсон, снайпер Ден Марлі, центровий Ей Сі Грін, дійшла до Фіналу НБА, де поступилася «Чикаго Буллз» з рахунком 2-4. Попри це перемога «Фінікса» в овертаймі в одному з матчів з "Чикаго"стала однією з найвидатніших ігор в історії НБА.
Після цього сезону Барклі постійно почали мучити травми, зокрема, проблеми зі спиною. Барклі був дуже сильним у боротьбі за відскік — звідси постійний контакт із суперниками. У сезоні 1993/94 «Фінікс» на чолі з Барклі поступився «Г'юстону» у фіналі конференції, хоча виграв 2 перших матчі в гостях.
Згодом кадрові зміни в «Фініксі» не пішли на користь команді, результати її знизилися, і на рівень 90-х команда так і не вийшла. Баскетбол «Фінікса» при Барклі був близьким до знаменитого «Шоутайм» (англ. Show-time) «Лейкерс», але з ухилом на атаку.

### Г'юстон Рокетс
Перед сезоном 1996/97 Барклі перебрався до «Г'юстон Рокетс», яка за рік до цього не захистила чемпіонський титул. Кар'єра Барклі в складі «Рокетс» також не принесла йому бажаного трофею чемпіона НБА, попри те, що компанію в боротьбі за найвищу нагороду йому склали Хакім Оладжьювон та Клайд Дрекслер, які також увійшли до складу «п'ятдесяти найкращих гравців ліги» за всю історію її існування. У своєму першому матчі за «Г'юстон Рокетс», Чарльз Барклі зробив тридцять три підбирання, встановивши особистий рекорд. Він продовжував боротися з травмами впродовж усього сезону та зіграв лише 53 матчі. Він став другим бомбардиром команди, набираючи в середньому 19,2 очки при реалізації 0,484 з гри. Вперше, не беручи до уваги дебютний сезон, його результативність стала нижчою ніж 20 очок за гру. Оладжьювон виконував велику частину кидків, Барклі зосередився головним чином на підборі, роблячи в середньому 13,5 відскоків за гру, другий найкращий показник у його кар'єрі. «Ракети» закінчили регулярний сезон з показником перемог/поразок 57-25 і вийшли до фіналу Західної конференції, де вони зазнали поразки в шести матчах від «Юти». У плей-офф Барклі набирав у середньому 17,9 очок і робив 12,0 підборів за гру.
У сезоні 1997 Чарльза продовжили переслідувати травми. Він набирав у середньому 15,2 очок при реалізації 0,485 з гри і робив 11,7 підбирань за гру. «Ракети» закінчили регулярний сезон з показником перемог/поразок 41-41 і програли в п'яти іграх «Юті» в першому раунді плей-офф. Через травми, Барклі зіграв лише в чотирьох іграх, його показники для ігор плей-офф досягли мінімальних значень у кар'єрі — 9,0 очок і 5,3 підборів за 21,8 хвилин у середньому за гру.
Перед укороченим через локаут сезоном 1998 та після розпаду великих «Чикаго Буллз» до команди перейшов Скотті Піппен. Барклі зіграв у 42 іграх, набираючи 16,1 очок при реалізації 0,478 з гри і роблячи 12,3 підбирань в середньому за гру. Він став другим гравцем в історії НБА, після Вілта Чемберлена, який набрав 23000 очок, зробив 12000 підбирань і 4000 передач за кар'єру. «Ракети» закінчили укорочений сезон з показником перемог/поразок 31/19 і вийшли до плей-офф. У своїх останніх іграх постсезону, Барклі набирав у середньому 23,5 очка при реалізації 0,529 і робив 13,8 підбирань в середньому за гру, проте «Г'юстон» поступився «Лос-Анджелес Лейкерс» в першому раунді плей-офф. У Барклі не склалися стосунки з партнером по команді — Піппеном, після чого керівництво «Г'юстона» вирішило обміняти останнього до «Портленда».
Сезон 1999/2000 став останнім у спортивній кар'єрі Барклі. Спочатку Барклі набирав 14,5 очок і робив 10,5 підбирань у середньому за гру. Сезон для Барклі та кар'єра, передчасно завершилися у віці 36 років після розриву сухожилля чотириглавого м'яза лівої ноги 8 грудня 1999 року в грі проти «Філадельфії», де він почав свою кар'єру. Чарльз, заявив про те, що не хоче покидати лігу за таких обставин та повернувся після чотирьох місяців лікування на один матч. 19 квітня 2000 в домашній грі проти «Ванкувер Ґрізліс», Барклі забив пам'ятний м'яч після підбору та добивання у кошик, свого фірмового знака. Чарльз провів на майданчику 14 хвилин та набрав 4 очки, а його команда поступилася одному з аутсайдерів ліги. Після гри Барклі оголосив про завершення кар'єри, зазначивши що хотів самостійно покинути майданчик, а не на ношах. Чарльз Барклі після завершення кар'єри став коментатором одного зі спортивних каналів у США.

#### Зразок для наслідування
Протягом усієї своєї кар'єри Барклі піддавав сумніву тезу про те, що спортсмени можуть бути зразком для наслідування. Він стверджував: «мільйон хлопців можуть грати в баскетбол у в'язниці, чи можуть вони при цьому бути такими зразками ?» 1993 року його аргументація була представлена в національних новинах у короткій рекламі"Nike": «Я не зразок для наслідування». Колишній віце-президент США Ден Квейл, назвав її «зверненням до сімейних цінностей», і підтримав Барклі в цьому: «Чарльз звертається до батьків, чиї діти шукають зразки для наслідування де завгодно, хоча вони могли б подивитися на своїх вчителів та батьків».

Звернення з екранів телевізора привернуло величезну суспільну увагу. Свою позицію він позначав так: 
Я думаю, що масмедіа вимагають від спортсменів бути такими собі прикладами для наслідування, сюди додається якась заздрість. Якщо ми маємо справу з молодим чорношкірим хлопцем, який грає і заробляє цим на життя, то ми багато чого вимагаємо від нього. І ми дійсно лукавимо, якщо говоримо дітям, щоб вони озиралися на когось, ким вони ніколи не зможуть стати. У підсумку, всі діти не можуть стати Майклами Джорданами.

## Олімпійські ігри
Барклі у складі чоловічої баскетбольної команди Сполучених Штатів завоював дві золоті медалі на Олімпіадах в Барселоні (1992) і Атланті (1996). Міжнародні правила, які раніше забороняли гравцям НБА грати на Олімпійських іграх були змінені 1992 року, що дозволило Барклі та іншим професіоналам НБА вперше взяти участь в Олімпійських іграх. До команди разом з Чарльзом Барклі потрапили Ларрі Берд, Меджик Джонсон, Майкл Джордан, Кріс Маллін, Патрік Юінг, Клайд Дрекслер, Джон Стоктон та інші зірки НБА. Збірну США одразу охрестили Dream Team — «командою мрії», і, дійсно, такої команди ні до ні після в світі більше не було. «Команда Мрії» дебютувала 28 червня 1992 на чемпіонаті Америки в Портленді — кваліфікаційному Олімпійському турнірі. У першій грі збірна США розгромила Кубу з рахунком 136:57. Здобувши ще чотири перемоги, 5 липня 1992 американці обіграли у фіналі турніру збірну Венесуели з рахунком 127-80 і завоювали золоті медалі. Найрезультативнішим гравцем у команді за очками та підбираннями став Чарльз Барклі, набираючи в середньому за гру 16,3 очок і роблячи 6,7 підбирань. У 8 проведених матчах Олімпійських ігор-1992 в Барселоні американці незмінно набирали більш ніж сто очок, їх тренер Чак Дейлі не взяв за весь турнір жодного тайм-ауту, в чергу за автографами американців після ігор шикувалися не лише вболівальники, але й гравці команди-суперниці. збірна Литви у півфіналі була розгромлена з рахунком 127:76, Хорватія у фіналі — 117:85. Барклі, набираючи по 18,0 очок і роблячи 4,1 підбирань у середньому за гру став найрезультативнішим гравцем команди
До складу команди для участі в Олімпіаді 96 крім Барклі ввійшли практично всі найсильніші, у тому числі п'ять осіб з золотого складу 1992 (Чарльз Барклі, Карл Мелоун, Скотті Піппен, Девід Робінсон та Джон Стоктон). На Олімпійських іграх-1996 в Атланті команда США знову була на голову сильнішою за всіх своїх суперників. Очолювана Барклі, команда знову здобула 8 перемог при 0 поразок та завоювала золоту медаль. Чарльз набирав у середньому 12,4 очок при реалізації 81,6 % і роблячи 6,6 підбирань в середньому за гру. У фіналі було встановлено рекорд відвідуваності баскетбольного матчу: зустріч США — Югославія спостерігали 34600 глядачів. Американці перемогли 95:69, хоча і зіткнулися впродовж гри з серйозним опором — за 14 хвилин до фінальної сирени перевага збірної США становила лише одне очко (51:50).

## Рекорди в НБА

### Регулярний чемпіонат
Триочкові кидки без промаху (за гру) : 6 — 6, «Філадельфія-76» проти «Маямі Гіт», 22 лютого 1989
- побитий Террі Портером 14 листопада 1992

Підбори на своєму щиті, (половина гри) : 13, «Філадельфія-76» проти «Нью-Йорк Нікс», 4 березня 1987

## Профіль гравця
Чарльза Барклі вважають одним з найбільш різнобічних гравців, який міг не лише набирати багато очок у різний спосіб, але й прекрасно грати в захисті, а також роздавати результативні передачі. Барклі вирізнявся силовою манерою гри, а також чіпкістю та витривалістю при боротьбі за відскок. При зрості 198 см і вазі 114 кг Барклі володів відмінним стрибком, завдяки якому він успішно боровся з центровими суперників за м'ячі після відскоків, а висока стартова швидкість та точність кидків дозволяли йому впевнено почувати себе і в ролі захисника. Під час гри Барклі частенько застосовував силові проходи проти захисників, які поступались йому за фізичними даними, а більш масивних опонентів він обігравав внаслідок стартової швидкості. Багато очок він набрав після підбирань у нападі, додаючи м'яч в одному стрибку зверху або кидаючи його в кільце. Барклі також володів такими навичками характерними для захисників, як ведення м'яча (дриблінг) і пас. Оскільки він часто показував прекрасні захисні дії в ключові моменти (перехоплення або блокшот), його часто критикували за те, що він знаходився нижче свого суперника і за часті спроби триочкових кидків, які він здійснював з низьким відсотком (.266). Барклі демонстрував достатньо ефективну гру в овертаймі, коли він завдяки своїй фізичній потужності міг, протягуючи на спині захисника що упирається, плавно рухатися в напрямку до кільця, де здійснював кидок з близької відстані або віддавав передачу відкритому партнеру у випадку подвійної опіки.
Барклі вважали одним з прихильників так званого повільного стилю гри, з яким НБА успішно боролася введенням нового порушення, яке називають «правило п'яти секунд». Іноді це порушення неофіційно називають «правило Чарльза Барклі». Поза грою сер Чарльз має прекрасне почуття гумору. 2000 року Барклі залишив майданчик як один з чотирьох гравців за всю історію ліги, якому впродовж професійної кар'єри вдалося набрати не менше 20 тисяч очок, зробити 10000 підбирань і 4000 результативних передач. Барклі одинадцять разів ставав учасником Матчів Усіх Зірок НБА.

## Особисте життя
1989 року Барклі одружився з Морін Блумхарт (англ. Maureen Blumhardt). Має дочку Крістіану.